# Макларен, Ангус (историк)
Ангус Макларен (англ. Angus McLaren; 20 декабря 1942, Ванкувер, Британская Колумбия — 29 июня 2024) — профессор истории Университета Виктории в Британской Колумбии, специализирующийся на истории сексуальности. 
Макларен родился в Восточном Ванкувере и получил степень бакалавра искусств в Университете Британской Колумбии в 1965 году. Позже он получил две степени Гарвардского университета: степень магистра искусств в 1966 году и степень доктора философии в 1971 году.
В 1999 году Макларен стал членом Королевского общества Канады.
Макларен умер в июне 2024 года после долгой борьбы с болезнью Паркинсона.

## Избранные публикации
- McLaren, Angus. A history of contraception: From antiquity to the present day. — Oxford, United Kingdom : Blackwell Publishing, 1992. — ISBN 9780631187295.
- McLaren, Angus. A prescription for murder: The Victorian serial killings of Dr. Thomas Neill Cream. — Chicago, IL : University of Chicago Press, 1993. — ISBN 9780226560687.
- McLaren, Angus. The trials of masculinity: Policing sexual boundaries, 1870–1930. — Chicago, IL : University of Chicago Press, 1999. — ISBN 9780226500690.
- McLaren, Angus. Twentieth-century sexuality: A history. — Oxford, United Kingdom : Blackwell Publishing, 1999. — ISBN 9780631208129.
- McLaren, Angus. Sexual blackmail: A modern history. — Cambridge, MA : Harvard University Press, 2002. — ISBN 9780674009240.
- McLaren, Angus. Impotence: A cultural history. — Chicago, IL : University of Chicago Press, 2007. — ISBN 9780226500935.
- McLaren, Angus. Reproduction by design: Sex, robots, trees, and test-tube babies in interwar Britain. — Chicago, IL : University of Chicago Press, 2012. — ISBN 9780226560694.